# Lü (Houshao)
Kaiserin Lǚ (chinesisch 呂皇后 / 吕皇后, Pinyin Lǚ Huánghòu) war die Gemahlin des Han-Kaisers Houshao. Sie war die Tochter des Lü Chan (呂產), eines Großneffen der Kaiserinmutter Lü Zhi, die in den 80er Jahren des 2. Jahrhunderts v. Chr. die chinesische Regierung lenkte. Als die Kaiserinmutter im Jahr 180 v. Chr. erkrankte, beauftragte sie Lü Lu (呂祿) und Lü Chan mit der Regentschaft für den unmündigen Kaiser und verheiratete ihre Urgroßnichte mit dem Kaiser. Nach dem Tod der Kaiserinmutter wurde ihr Clan gestürzt und der Kaiser hingerichtet. Das weitere Schicksal der Kaiserin Lü ist unbekannt. Es ist möglich, dass sie ebenfalls in den Wirren des Umsturzes umkam.
| Vorgänger | Amt                            | Nachfolger |
| --------- | ------------------------------ | ---------- |
| Zhang Yan | Kaiserin von China 180 v. Chr. | Dou        |

| Personendaten    | Personendaten                                                             |
| ---------------- | ------------------------------------------------------------------------- |
| NAME             | Lü                                                                        |
| ALTERNATIVNAMEN  | Lǚ; 吕皇后 (vereinfachtes Chinesisch); 呂皇后 (traditionelles Chinesisch) |
| KURZBESCHREIBUNG | Kaiserin der chinesischen Han-Dynastie 180 v. Chr.                        |
| GEBURTSDATUM     | 3. Jahrhundert v. Chr. oder 2. Jahrhundert v. Chr.                        |
| STERBEDATUM      | 2. Jahrhundert v. Chr.                                                    |